# Gare de Narbonne

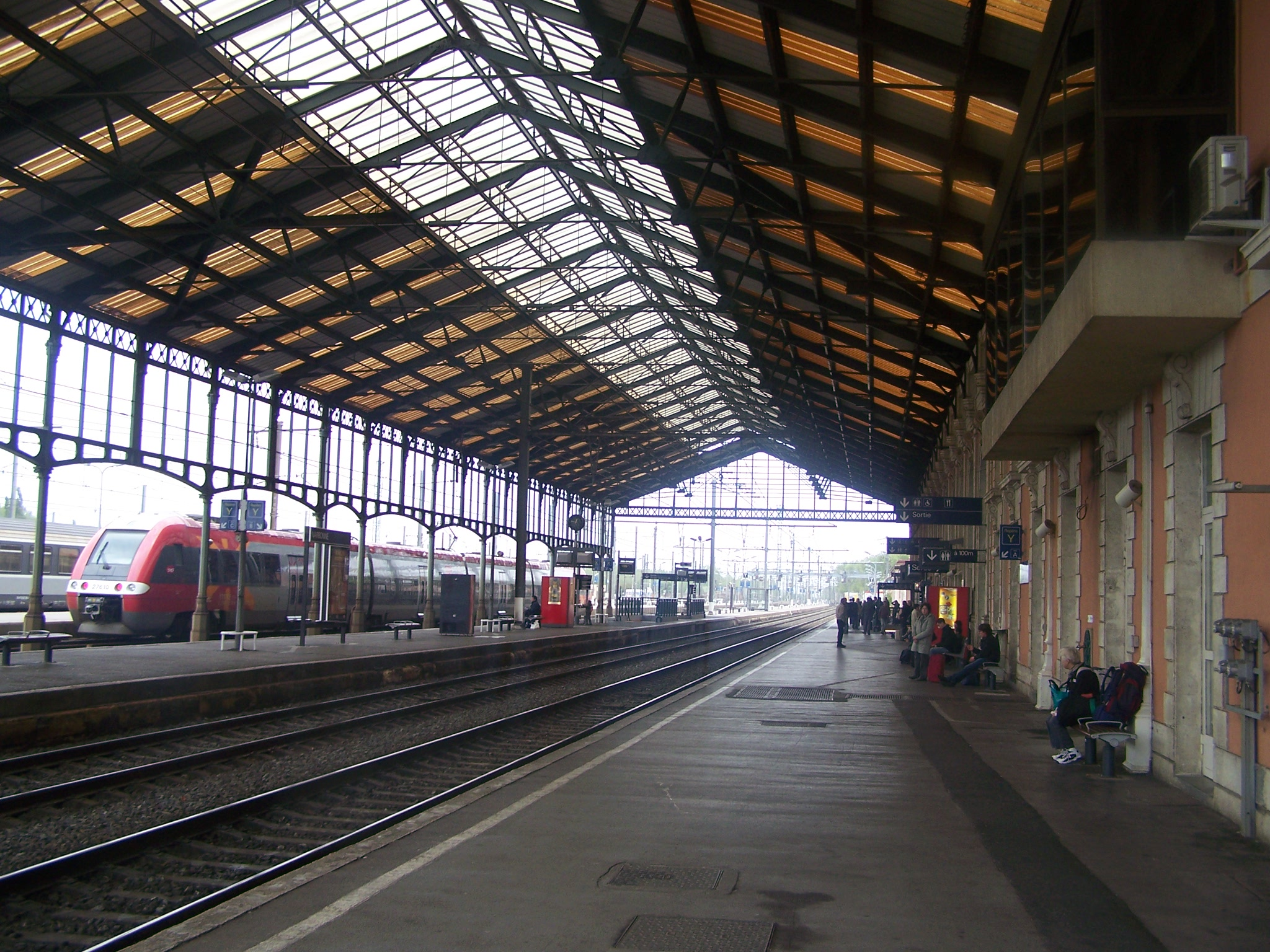
Peron dworca.

Gare de Narbonne – stacja kolejowa w Narbonne, w regionie Oksytania (departament Aude), we Francji. Jest największym dworcem w departamencie. Znajdują się tu 3 perony.

## Połączenia
- Barcelona
- Bordeaux
- Bruksela
- Cartagena
- Cerbère
- Dijon
- Madryt
- Marsylia
- Metz
- Montpellier
- Nicea
- Paryż
- Perpignan
- Portbou
- Strasburg
- Tuluza